# William Bingham
William Bingham (Philadelphia, 1752. április 8. – Bath, 1804. február 7.) az Amerikai Egyesült Államok szenátora (Pennsylvania, 1795–1801).